# Хрістіна Захаріду
Хрістіна Захаріду (грец. Χριστίνα Ζαχαριάδου, нар. 28 серпня 1974) — колишня грецька тенісистка.
Найвищу одиночну позицію світового рейтингу — 358 місце досягла 20 жовтня 2003, парну — 186 місце — 11 вересня 1995 року.
Здобула 3 одиночні та 12 парних титулів туру ITF.
Завершила кар'єру 2004 року.

## Фінали ITF
| турніри $50,000 |
| турніри $25,000 |
| турніри $10,000 |

### Одиночний розряд: 8 (3–5)
| Результат | Ранг | Дата             | Турнір                               | Покриття | Суперниця                  | Рахунок       |
| --------- | ---- | ---------------- | ------------------------------------ | -------- | -------------------------- | ------------- |
| Поразка   | 1.   | 15 квітня 1991   | ITF Афіни, Греція                    | Ґрунт    | Івонне Ґрюббен             | 0–6, 1–6      |
| Поразка   | 2.   | 2 травня 1994    | ITF Лі-он-зе-Солент, Велика Британія | Ґрунт    | Енджи Каннінгем            | 3–6, 4–6      |
| Поразка   | 3.   | 1 серпня 1994    | ITF Касабланка, Марокко              | Ґрунт    | Анн-Гель Сідо              | 1–6, 5–7      |
| Поразка   | 4.   | 7 листопада 1994 | ITF Гіза, Єгипет                     | Ґрунт    | Даньєла Івана              | 1–6, 3–6      |
| Перемога  | 1.   | 3 квітня 1995    | ITF Афіни, Греція                    | Ґрунт    | Роса Марія Андрес Родрігес | 6–0, 3–6, 6–2 |
| Перемога  | 2.   | 26 серпня 2001   | ITF Волос, Греція                    | Килим    | Биляна Павлова-Димитрова   | 6–0, 6–0      |
| Перемога  | 3.   | 30 червня 2002   | ITF Салоніки, Греція                 | Ґрунт    | Шеллі Стефенс              | 6–4, 3–6, 6–4 |
| Поразка   | 5.   | 25 травня 2003   | ITF Катанія, Італія                  | Ґрунт    | Ларісса Карвальйо          | 1–6, 0–4 ret. |

### Парний розряд: 27 (12–15)
| Результат | Ранг | Дата             | Турнір                                      | Покриття   | Партнерка             | Суперниці                               | Рахунок            |
| --------- | ---- | ---------------- | ------------------------------------------- | ---------- | --------------------- | --------------------------------------- | ------------------ |
| Поразка   | 1.   | 15 квітня 1991   | ITF Афіни, Греція                           | Ґрунт      | Сьюзанн Італьяно      | Катаріна Бернстейн Анніка Нарбе         | 7–5, 5–7, 5–7      |
| Поразка   | 2.   | 17 червня 1991   | ITF Авейру, Португалія                      | Тверде     | Софія Празеріс        | Крістін Джонкоскі Сіобан Ніколсон       | 0–6, 6–2, 2–6      |
| Поразка   | 3.   | 29 липня 1991    | ITF Ла-Корунья, Іспанія                     | Ґрунт      | Ганнеке Кетеларс      | Баркан Неллі Ольга Лугіна               | 6–7(4–7), 3–6      |
| Перемога  | 1.   | 21 жовтня 1991   | ITF Фріпорт, Багамські Острови              | Тверде     | Геллас тер Рієт       | Аф'є Еверс Ївонне Кломпенгаувер         | 3–6, 6–4, 6–2      |
| Перемога  | 2.   | 4 листопада 1991 | ITF Santo Domingo, Домініканська Республіка | Ґрунт      | Клер Вегінк           | Аф'є Еверс Ївонне Кломпенгаувер         | 6–4, 6–4           |
| Перемога  | 3.   | 10 серпня 1992   | ITF Мюнхен, Німеччина                       | Ґрунт      | Івона Хорват          | Рената Кохта Кароліна Шнайдер           | 6–4, 3–6, 6–2      |
| Поразка   | 4.   | 28 вересня 1992  | Афіни, Греція                               | Ґрунт      | Хрістіна Пападакі     | Евеліне Дюлленс Аннелі Орнстедт         | 2–6, 4–6           |
| Перемога  | 4.   | 26 квітня 1993   | Льєйда, Іспанія                             | Ґрунт      | Светлана Кривенчева   | Емілі Бонд Каролін Туар                 | 6–1, 6–4           |
| Перемога  | 5.   | 13 вересня 1993  | Богота, Колумбія                            | Ґрунт      | Марія Долорес Кампана | Магалі Бенітес Барбара Кастро           | 6–3, 6–2           |
| Поразка   | 5.   | 8 серпня 1994    | Карфаген, Туніс                             | Ґрунт      | Мішел Мейр            | Кора Гофманн Мартіна Шаллер             | 4–6, 3–6           |
| Перемога  | 6.   | 7 листопада 1994 | Гіза, Єгипет                                | Ґрунт      | Аґнес Ґее             | Амелі Кокто Каролін Туар                | 6–7(6–8), 6–2, 6–3 |
| Перемога  | 7.   | 30 січня 1995    | Стамбул, Туреччина                          | Тверде     | Коріна Мораріу        | Дора Джилянова Десислава Топалова       | 6–3, 7–5           |
| Поразка   | 6.   | 3 квітня 1995    | Athens                                      | Ґрунт      | Коріна Мораріу        | Деніса Хладкова Патрісія Маркова        | 2–6, 5–7           |
| Поразка   | 7.   | 5 червня 1995    | Лодзь, Польща                               | Ґрунт      | Теодора Недева        | Євгенія Куликовська Наталія Немчинова   | 7–6(7–2), 3–6, 3–6 |
| Перемога  | 8.   | 14 серпня 1995   | Карфаген, Туніс                             | Ґрунт      | Коріна Мораріу        | Деніса Хладкова Дафне ван де Занде      | 6–4, 7–6(9–7)      |
| Поразка   | 8.   | 28 серпня 1995   | Athens                                      | Ґрунт      | Коріна Мораріу        | Магдалена Гжибовська Генрієта Надьова   | w/o                |
| Поразка   | 9.   | 24 січня 2002    | Бостад, Швеція                              | Тверде (i) | Ліана Унгур           | Естер Мольнар Александра Срндович       | 6–2, 2–6, 5–7      |
| Поразка   | 10.  | 5 травня 2002    | Борнмут, Англія                             | Ґрунт      | Іпек Шенолу           | Анна Говкінс Джейн О'Доног'ю            | 0–6, 0–6           |
| Перемога  | 9.   | 29 червня 2002   | Салоніки, Греція                            | Ґрунт      | Ким Камбич            | Ана Четник Даніела Берчек               | 7–5, 6–4           |
| Перемога  | 10.  | 28 липня 2002    | Алжир (місто), Алжир                        | Ґрунт      | Рушмі Чакравартхі     | Асіміна Каплані Марія Павліду           | 6–2, 6–2           |
| Перемога  | 11.  | 8 березня 2003   | ITF Nuevo Laredo, Мексика                   | Тверде     | Гелен Крук            | Кароліне Анн Базу Кільдін Шевальє       | 6–3, 4–6, 6–2      |
| Перемога  | 12.  | 22 березня 2003  | ITF Монтеррей, Мексика                      | Тверде     | Гелен Крук            | Кароліне Анн Базу Кільдін Шевальє       | 6–2, 6–0           |
| Поразка   | 11.  | 12 квітня 2003   | ITF Коацакоалькос, Мексика                  | Тверде     | Гелен Крук            | Еріка Краут Сара Стоун                  | 4–6, 6–4, 4–6      |
| Поразка   | 12.  | 24 травня 2003   | ITF Катанія, Італія                         | Ґрунт      | Орелі Веді            | Бруна Колозіу Жоана Кортез              | 1–6, 1–6           |
| Поразка   | 13.  | 5 липня 2003     | ITF Мон-де-Марсан, Франція                  | Ґрунт      | Кільдін Шевальє       | Паула Гарсія Марія Хосе Мартінес Санчес | 4–6, 5–7           |
| Поразка   | 14.  | 24 серпня 2003   | ITF Сан-Марино                              | Ґрунт      | Кільдін Шевальє       | Оана Елена Голімбйоскі Орелі Веді       | 6–2, 6–7(7–9), 4–6 |
| Поразка   | 15.  | 24 січня 2004    | ITF Манама, Бахрейн                         | Тверде     | Фредеріка Пієдаде     | Раїса Гуревич Катерина Кожокіна         | 4–6, 4–6           |